# Geromyia akolaensis
Geromyia akolaensis är en tvåvingeart som beskrevs av Grover och Madhu Bakhshi 1978. Geromyia akolaensis ingår i släktet Geromyia och familjen gallmyggor. Inga underarter finns listade i Catalogue of Life.